# Viện Khoa học Khám phá Quốc gia
Viện Khoa học Khám phá Quốc gia (tiếng Anh: National Institute for Discovery Science; viết tắt NIDSci) là một tổ chức nghiên cứu được tư nhân tài trợ có trụ sở tại Las Vegas, Nevada, Mỹ, và hoạt động từ năm 1995 đến năm 2004. Tổ chức này do nhà phát triển bất động sản Robert Bigelow thành lập vào năm 1995 nhằm mục đích nghiên cứu và thúc đẩy tìm hiểu nghiêm túc về các chủ đề khoa học phi chính thống và hiện tượng huyền bí khác nhau, đáng chú ý nhất là UFO học. Phó quản trị viên Colm Kelleher được trích dẫn nói rằng tổ chức này không được thiết kế chỉ để nghiên cứu UFO. "Chúng tôi không nghiên cứu người ngoài hành tinh, chúng tôi nghiên cứu hiện tượng dị thường. Chúng giống nhau trong suy nghĩ của nhiều người, nhưng không phải trong tâm trí chúng tôi." NIDSci đã bị giải thể vào tháng 10 năm 2004.

## Lịch sử
Viện Khoa học Khám phá Quốc gia, còn được gọi là NIDS, được Robert Bigelow lập nên nhằm mục đích chuyển nguồn vốn vào nghiên cứu khoa học về các hiện tượng huyền bí. NIDS đã thực hiện nghiên cứu trong lĩnh vực cắt xẻo gia súc và báo cáo về phi thuyền tam giác đen.
NIDSci đã mua lại Trang trại Skinwalker sau khi nhà báo George Knapp viết về nó lần đầu tiên vào năm 1996, và Phó quản trị viên Colm Kelleher đã dẫn đầu cuộc điều tra trong suốt nhiều năm liền. Một đường dây nóng được thành lập vào năm 1999 để nhận báo cáo về những sự việc kỳ lạ. Giới chức trách cho biết nhiều người được họ giải thích là do phóng thử tên lửa và sao băng.